# Свято-Спиридоньевская богадельня
Свято-Спиридоньевская богадельня — один из благотворительных проектов православной службы помощи «Милосердие». В богадельне осуществляется круглосуточный уход за пожилыми и тяжелобольными людьми.
По состоянию на 2016 год в Свято-Спиридоньевской богадельне живут 19 тяжелобольных подопечных, большинство из которых передвигается только посредством инвалидных кресел. Уход за подопечными осуществляют профессиональные сестры милосердия, окончившие медицинское училище или патронажные курсы. В их обязанности входит: гигиенический уход; наблюдение за состоянием насельников (большинство из них тяжелые больные); измерение артериального давления, температуры, пульса; раздача лекарственных средств; инъекции; перевязки; раздача еды, стирка, уборка и дезинфекция помещений.
Адрес богадельни: г. Москва, набережная Шитова, дом 4, корпус 1.

## История
Свято-Спиридоньевская богадельня создана в 1999 году в Москве. Первоначально богадельня была создана преимущественно для одиноких тяжелобольных пациентов Первой Градской больницы и располагалась в двух четырёхкомнатных квартирах. В 2014 году под нужды богадельни был выделен отдельный дом в районе Черкизово.
Свято-Спиридоньевская богадельня существует за счет субсидии Департамента труда и социальной защиты населения, а также благотворительных пожертвований, в том числе от Друзей милосердия — постоянных благотворителей православной службы помощи «Милосердие».
При Свято-Спиридоньевской богадельне функционирует церковь Спиридона, епископа Тримифунтского.

## Состав
- Директор Свято-Спиридоньевской богадельни — Евгений Юрьевич Шиленков;
- Старшая сестра Ольга Геннадьевна Иорданская
- Духовник — протоирей Иоанн Емельянов[2];
- Среди сотрудников богадельни 18 сестер милосердия, 10 добровольцев.